# Moransengo-Tonengo
Moransengo-Tonengo ist eine italienische Gemeinde (comune) mit 399 Einwohnern (Stand 31. Dezember 2023) in der Provinz Asti,  Region Piemont.

## Geographie
Moransengo-Tonengo liegt in Luftlinie etwa 29 km nordwestlich der Provinzhauptstadt Asti und etwa 25 km nordöstlich von Turin auf 430 m s.l.m. in der Hügellandschaft des Monferrato. Die Streugemeinde setzt sich aus den Fraktionen Bergate, Borgata Micela, Cappa, Casa Mariano, Castello, Cerrabello, Clina, Fegine, Gerbole, Grassino, Madio, Moransengo, Nervo, Novaresi, Ottini, Pareglio, Tonengo, Rongalera und Valle Nervi zusammen. Der Gemeindesitz der 11 km² großen Gemeinde liegt in Tonengno.

## Geschichte
Die Gemeinde entstand am 1. Januar 2023 durch den Zusammenschluss der bis dahin eigenständigen Gemeinden Moransengo und Tonengo. Zusammenschluss ging im Februar 2022 ein Referendum in den beiden Gemeinen voraus, in dem sich eine Mehrheit für den Zusammenschluss aussprach. Der Regionalrat der Region Piemont stimmte im Dezember 2022 der Gemeindefusion zu.